# Pinnixa
Pinnixa is een geslacht van kreeftachtigen uit de klasse van de Malacostraca (hogere kreeftachtigen).

## Soorten
- Pinnixa abbotti Glassell, 1935
- Pinnixa affinis Rathbun, 1898
- Pinnixa arenicola Rathbun, 1922
- Pinnixa bahamondei Garth, 1957
- Pinnixa balanoglossana Sakai, 1934
- Pinnixa barnharti Rathbun, 1918
- Pinnixa brevipollex Rathbun, 1898
- Pinnixa californiensis Rathbun, 1894
- Pinnixa chaetopterana Stimpson, 1860
- Pinnixa chiloensis Garth, 1957
- Pinnixa cylindrica (Say, 1818)
- Pinnixa darwini Garth, 1960
- Pinnixa eburna Wells, 1928
- Pinnixa faba (Dana, 1851)
- Pinnixa faxoni Rathbun, 1918
- Pinnixa floridana Rathbun, 1918
- Pinnixa forficulimanus Zmarzly, 1992
- Pinnixa franciscana Rathbun, 1918
- Pinnixa fusca Glassell, 1935
- Pinnixa gracilipes Coelho, 1997
- Pinnixa haematosticta Sakai, 1934
- Pinnixa hiatus Rathbun, 1918
- Pinnixa huffmani Glassell, 1935
- Pinnixa lata Komatsu & Takeda, 2009
- Pinnixa latissima Coelho, 1997
- Pinnixa leptosynaptae Wass, 1968
- Pinnixa littoralis Holmes, 1894
- Pinnixa longipes (Lockington, 1876)
- Pinnixa lunzi Glassell, 1937
- Pinnixa minuscula Zmarzly, 1992
- Pinnixa minuta Rathbun, 1901
- Pinnixa monodactyla (Say, 1818)
- Pinnixa occidentalis Rathbun, 1894
- Pinnixa paitensis Rathbun, 1935
- Pinnixa pearsei Wass, 1955
- Pinnixa pembertoni Glassell, 1935
- Pinnixa penultipedalis Stimpson, 1858
- Pinnixa petersi Bott, 1955
- Pinnixa plectrophoros Glassell, 1935
- Pinnixa rapax Bouvier, 1917
- Pinnixa rathbuni Sakai, 1934
- Pinnixa rectinens Rathbun, 1918
- Pinnixa richardsoni Glassell, 1936
- Pinnixa salvadorensis Bott, 1955
- Pinnixa sayana Stimpson, 1860
- Pinnixa scamit Martin & Zmarzly, 1994
- Pinnixa schmitti Rathbun, 1918
- Pinnixa tomentosa Lockington, 1877
- Pinnixa transversalis (H. Milne Edwards & Lucas, 1842)
- Pinnixa tubicola Holmes, 1894
- Pinnixa tumida Stimpson, 1858
- Pinnixa valdiviensis Rathbun, 1907
- Pinnixa valerii Rathbun, 1931
- Pinnixa vanderhorsti Rathbun, 1922
- Pinnixa weymouthi Rathbun, 1918